# Herb Humania

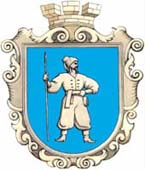
Współczesny herb miasta

Herb Humania – oficjalny symbol miasta zatwierdzony 30 maja 1996 roku.
Pierwszy herb nadany został w 1845 roku i przedstawiał ułana z piką.